# 马克斯·O·洛伦茨
馬克斯·奧托·洛伦兹（Max Otto Lorenz，1876年9月19日－1959年7月1日），美國經濟學家，於1905年開發洛伦兹曲線來描述收入的不平等。他在威斯康星-麥迪遜大學的博士研究生時發表這篇論文。他的博士學位論文（1906年）《The Economic Theory of Railroad Rates》也許是他最有名的論文。